# SWF
SWF – format zamknięty, stworzony dla Flasha przez Macromedia (obecnie Adobe). Pliki tego formatu są nazywane Shockwave Flash Object.
Pliki SWF mogą zawierać grafikę wektorową, aplety ActionScript oraz różne multimedia. Były używane do tworzenia animowanej grafiki i menu na stronach internetowych (tę rolę przejął JavaScript). W zamierzeniu pliki SWF miały być wystarczająco małe do publikacji w internecie.
SWF był dominującym formatem animacji wektorowych w sieci, przewyższając popularnością otwarty standard W3C – SVG.

## Odtwarzanie
Pliki SWF mogą być odtworzone przez przeglądarki internetowe z zainstalowaną odpowiednią wtyczką udostępnioną za darmo przez Adobe, a także przez inne pliki SWF wyeksportowane do plików wykonywalnych, nazywane projektorami.
Wolnym odtwarzaczem plików SWF jest m.in. Gnash udostępniony na GNU General Public License.

## Historia formatu
Początkowe ograniczenie możliwości prezentacji do obiektów wektorowych oraz obrazów zostało później rozszerzone o możliwość dodania dźwięków, filmów i obiektów pozwalających na interakcję z odbiorcą końcowym.
Mimo typowo internetowego przeznaczenia tego formatu, dopiero 1 lipca 2008 Adobe udostępniło kod pozwalający wyszukiwarkom Google i Yahoo przeglądać i indeksować pliki SWF.

## Problemy z plikami w formacie SWF
Pliki w formacie Flash mają szereg problemów użyteczności:
- nie można ich przeszukiwać pod względem wybranego tekstu,
- nie ma możliwości podglądu konspektu, ani ilości ramek kluczowych, o ile autor nie umieści takich narzędzi,
- systemy operacyjne nie indeksują tekstu w plikach SWF, co utrudnia wyszukiwanie.